# Charles et les Lulus
Charles et les Lulus was een Belgische bluesband die in 1990-1991 een nevenproject vormde van Arno (onder het alter ego Charles, dat hij later ook zou gebruiken bij Charles & The White Trash European Blues Connection), Roland van Campenhout, Piet Jorens en Ad Cominotto. De band ontstond nadat Arno in 1990 Roland Van Campenhout nog eens ontmoette in Brussel. Roland had Arno een duw in de rug gegeven om het in de muziek te proberen, wanneer hij in het atelier waar hij werkte een nummer van Roland op de radio hoorde.
Het enige album bevatte naast enkele eigen composities een aantal covers van bekende bluesnummers.
De band trad onder meer op tijdens het Dour Festival en gaf zijn afscheidsconcert in de Ancienne Belgique

## Discografie
- Charles & les Lulus (Virgin, 1991)